# Роман Филипчев
Роман Филипчев (Нови Бечеј, 12. фебруар 1895 — околина Москве, децембар 1941), револуционар, учесник Октобарске револуције и Шпанског грађанског рата.

## Биографија
Рођен је 12. фебруара 1895. године у Новом Бечеју. После завршене основне школе изучио је посластичарски занат.
Године 1914. избијањем Првог светског рата, био је мобилисан у аустроугарску војску и послат на Источни фронт. Септембра 1917. године, заједно са неколицином бораца јужнословенског порекла у аустроуграској војсци, предаје се Русима. У Русији, где је био у заробљеништву, затиче га избијање Октобарске револуције и потом грађанског рата. Током грађанског рата прикључио се Црвеној армији, а 1919. године је постао члан Руске комунистичке партије (бољшевика). Исте године је прешао у Мађарску, где је учествовао у тамошњој социјалистичкој револуцији.
После пораза Мађарске Совјетске Републике, у лето 1919. године, вратио се у родно место где се прикљуио Социјалистичкој радничкој партији Југославије и радио на популаризацији социјалистичких идеја. Био је делегат војвођанских комуниста на Другом конгресу КПЈ, јуна 1920. године у Вуковару. После доношења Обзнане и почетка отвореног прогон комуниста од стране власти Краљевине СХС, Филипчев се враћа у Совјетску Русију.
По повратку у Русију, извесно време је био на партијском раду међу Југословенима у Сибиру, а од 1921. до 1924. године је у Москви је похађао Комунистички универзитет „Свердлов“, на коме су где су школовали бројни револуционари, који су били потенцијални кадрови за ширење светске комунистичке револуције.
Године 1928. као искусан револуционар од стране Коминтерне је послат у Југославију, да међу партијским чланством ради на спровођењу „Отвореног писма Коминтерне члановима КПЈ“. Потом се бавио партијским радом — извесно време је био секретар Покрајинског комитета КПЈ за Босну и Херцеговину и секретар Покрајинског комитета КПЈ за Србију, од новембра 1928. до јануара 1929. године. После завођења „Шестојануарске диктатуре“ краља Александра, 1929. године вратио се у Совјетски Савез.
По повратку у Совјетски Савез радио је у Извршном комитету Коминтерне на специјалним задацима. Извесно време је радио на Комунистичком универзитету националних мањина Запада, где је био предавач Историје СКП (б) и руководилац југословенског сектора.
Године 1936. избијањем Шпанског грађанског рата, међу првима је из Совјетског Савеза послат у Шпанију. Тамо је боравио и радио под илегалним именом Арнолд Фајн. Као веома поверљив човек Коминтерне, у Албасети је постављен за начелника контраобавештајне службе у Централном штабу Интернационалних бригада, која је имала задатак да проверава сваког интербригадисту, који је дошао у Шпанију. Током рата стекао је чин мајора Шпанске републиканске армије.
Крајем 1937. године, због лошег здравственог стања, био је премештен на другу дужност - био је начелник обавештајног одељења једне дивизије. Нешто касније је као обавештајац деловао у непријатељској позадини. Непосредно пред пад Шпанске републике, 1939. године, погоршало му се здравствено стање па је преко Француске био евакуисан у Совјетски Савез.
После повратка у Москву, постављен је на дужност заменика директора Института страних језка. Нападом Трећег рајха на Совјетски Савез и почетком Великог отаџбинског рата, 1941. године, иако тешко болестан на лични захтев је примљен у Црвену армију и послат на фронт. Налазио се у Петој дивизији народних добровољаца рејона града Москве (ова јединица касније је преименована у 113. пешадијску дивизију) и вршио дужност политичког комесара обавештајног одреда. Децембра 1941. године ова јединица је учествовала у борбама за одбрану Москве. Током ових борби је и погинуо.
Његов син Милојко, рођен 1914. године, био је учесник Народноослободилачке борбе и један од организатора устанка у средњем Банату. После рата је 1948. године био ухапшен, као присталица Информбироа и био је затворен на Голом отоку.